# Lucy Desmond
Lucy Elizabeth Desmond (Lambeth, 17 aprile 1899 – agosto 1992) è stata una ginnasta britannica.

## Palmarès

### Olimpiadi
- 1 medaglia:
  - 1 bronzo (Amsterdam 1928 nel concorso a squadre)